# Муратлија
Муратлија (мкд. Муратлија) је насеље у Северној Македонији, у источном делу државе. Муратлија је село у саставу општине Карбинци.

## Географија
Муратлија је смештена у источном делу Северне Македоније. Од најближег града, Штипа, насеље је удаљено 30 km источно.
Насеље Муратлија се налази у историјској области Јуруклук, која представља западни, брдски део планине Плачковице, чији се највиши део уздиже ка североистоку. Надморска висина насеља је приближно 870 метара.
Месна клима је умерено континентална.

## Становништво
Муратлија је према последњем попису из 2002. године била без становника.
Већинско становништво били су Турци.
Претежна вероисповест месног становништва био је ислам.